# Леннон, Томас (режиссёр)
Томас Фурно Леннон (англ. Thomas Furneaux Lennon; род. 1951) — американский режиссёр-документалист. Лауреат премии «Оскар».
Его работы, созданные при поддержке PBS и HBO, четырежды были номинированы на «Оскар» при одной победе и получили крупные телевизионные призы, в том числе две награды Джорджа Фостера Пибоди, две национальные премии «Эмми» и две награды DuPont-Columbia Journalism. С режиссёром Руби Ян он организовал обширную многолетнюю кампанию по профилактике СПИДа.
Живёт и работает в Нью-Йорке. Он женат на медицинском исследователе Джоан Рейбман, известной своей работой над здоровьем выживших в трагедии 11 сентября 2001 года. Томас признаётся, что иногда его путают с популярным актёром-тёзкой и присылают ему чеки, предназначенные для того.

## Фильмография
- Спасти наши школы, спасти наших детей (1984) — режиссёр, сценарист
- Американское приключение (1989/1996) — режиссёр, сценарист (3 эпизода)
- Ирландцы в Америке (1995) — режиссёр
- На передовой (1990/2000) — режиссёр, сценарист (4 эпизода)
- Проект 281[англ.] (1999) — сценарист
- Освобождённые воспоминания: Чтения рассказов рабов (2003) — режиссёр
- Стать американцем: Китайский опыт (2003) — режиссёр, сценарист, продюсер (3 эпизода)
- Кровь округа Инчжо[англ.]  (2006) — продюсер
- Верховный суд (2007) — режиссёр (4 эпизода)
- Терри Сэнфорд и новый Юг (2007) — режиссёр, сценарист, продюсер
- Воины Чигана (2010) — сценарист, продюсер
- Угол атаки: как военно-морская авиация изменила лицо войны (2011) — режиссёр, сценарист, продюсер, оператор
- Тропа из Синьцзяна (2013) — режиссёр
- Искусство ножа[англ.]  (2017) — режиссёр, продюсер, оператор[3]